# Conill mexicà
Sylvilagus cunicularius és una espècie de mamífer de la família Leporidae que viu a Mèxic.
Està amenaçada d'extinció per la pèrdua del seu hàbitat natural.